# Conrad
Conrad ist ein männlicher Vorname und ein Familienname.

## Herkunft und Bedeutung
Conrad ist eine alternative Schreibweise des Vornamens Konrad.

## Namensträger

### Vorname
- Conrad Christoph von Ahlefeldt (1768–1853), Erb- und Gerichtsherr aus Ascheberg, Kammerherr, Land- und Obergerichtsrat in Glückstadt
- Conrad Ahlers (1922–1980), deutscher Politiker
- Conrad Artmüller (* 1944), österreichischer Dirigent
- Conrad Ekhof (1720–1778), deutscher Schauspieler (Vater der deutschen Schauspielkunst)
- Conrad Fink (1900–1981), deutscher Politiker
- Conrad Gessner (1516–1565), Schweizer Naturforscher und Gelehrter
- Conrad Gröber (1872–1948), deutscher Erzbischof
- Conrad Haas (1509–1576), österreichischer Militärtechniker und Raketenpionier
- Conrad Heyden (um 1385–1444), Stadtschreiber von Schwäbisch Hall und Rechtsbuchautor
- Conrad Hilton (1887–1979), US-amerikanischer Hotelier
- Conrad Kreuzer (1810–1861), österreichischer Zeichner und Landschaftsmaler
- Conrad Lycosthenes (1518–1561), deutscher Humanist
- Conrad Martin Metz (1749–1827), deutscher Maler und Kupferstecher
- Conrad Ferdinand Meyer (1825–1898), Schweizer Schriftsteller
- Conrad Moench (1744–1805), deutscher Apotheker, Chemiker und Botaniker
- Conrad Noll (* 1991), deutscher Jazzbassist
- Conrad Orth ab Hagen (1523–1589), deutscher Jurist, Hochschullehrer und -rektor
- Conrad III. von Pappenheim (vor 1419–1482), deutscher Jägermeister  und sächsischer Hofmeister
- Conrad von Pappenheim (1534–1603), deutscher Offizier, Oberst
- Conrad Rautenbach (* 1984), simbabwischer Rallyefahrer
- Conrad Rein (um 1475–1522), deutscher Priester, Komponist, Sänger und Lateinschul-Rektor
- Conrad Rosenstein (1910–1977), deutsch-israelischer Mediziner, Lehrer, Autor und Journalist
- Conrad Schumann (1942–1998), deutscher Grenzflüchtling
- Conrad von Seelhorst (1853–1930), deutscher Agrarwissenschaftler
- Conrad Seidl (* 1958), österreichischer Journalist
- Conrad von Soest (1370–1422), deutscher Maler des Mittelalters
- Conrad Stein (1892–1960), deutscher Ringer
- Conrad Veidt (1893–1943), deutscher Schauspieler
- Conrad von Zabern, († ca. 1476–1481), Musiktheoretiker; siehe Konrad von Zabern

### Zweitname
- Helvig Conrad Engelhardt (1825–1881), dänischer Archäologe
- Wilhelm Conrad Röntgen (1845–1923), deutscher Physiker